# Gerlof
Gerlof of Geerlof is een van oorsprong Friese en Groningse voornaam. De naam is een samentrekking van ger (speer) en olf (wolf) en gaat terug op de naam Gerulf uit het midden van de 8e eeuw. Ook de Duitse naam Wolfger is verwant.

## Statistieken

### Gerlof
- In Nederland kwam de naam Gerlof in 2017 onder mannen 659 keer voor als voornaam en 436 keer als volgnaam. Onder vrouwen kwam de naam in beide gevallen minder dan vijf keer voor.[4]
- In België kwam de naam Gerlof in 2019 negen keer voor als voornaam.[5]

### Geerlof
- In Nederland kwam de naam Geerlof in 2017 118 keer voor als mannelijke voornaam en 96 keer als volgnaam. Onder vrouwen kwam de naam alleen minder dan vijf keer voor als volgnaam.[6]
- In België kwam de naam Geerlof in 2019 niet voor.[5]

## Bekende personen
Enkele bekende naamdragers zijn:
- Gerlof Bontekoe, een Nederlands burgemeester en heraldicus
- Gerlof Bos, een Nederlands internetondernemer en televisiepresentator
- Gerlof Hamersma, een Nederlands beeldhouwer
- Gerlof Jukema, een Nederlands arts en oud-politicus
- Gerlof Fokko Mees, een Nederlands ichtyoloog en vooral ornitholoog en museumconservator
- Gerlof Salm, een Nederlands architect
- Gerlachus Suikers, ook bekend als Geerlof Suykers, een historicus
- Gerlof van Vloten, een Nederlands schrijver, vertaler en redacteur
- Geerlof Wassink, een Nederlands arts, generaal-majoor en chef van de Geneeskundige Dienst in Nederlands-Indië